# Aghakhan Abdullayev
Aghakhan Minakhan oglu Abdullayev (en azerí: Ağaxan Minaxan oğlu Abdullayev; Bakú, 6 de febrero de 1950-Bakú, 25 de diciembre de 2016) fue un cantante de mugam, que obtuvo en 1998 la distinción de Artista del Pueblo de la República de Azerbaiyán.

## Biografía
Aghakhan Abdullayev nació el 6 de febrero de 1950 en Bakú. Hasta 1973 estudió en el Colegio de Música de Bakú.
Desde 1975 fue solista de la Filarmónica Estatal de Azerbaiyán. Enseñó en el Colegio de Música de Bakú desde 1977. Interpretó en los conciertos que tuvieron lugar en Rusia, Kazajistán, Georgia, Uzbekistán, Estados Unidos, Canadá, Alemania, Países Bajos, Suecia, Bélgica, Austria, Francia, Australia, India, Irak, Túnez, Turquía, Irán, etc.
Aghakhan Abdullayev falleció de cáncer el 25 de diciembre de 2016 en Bakú.

## Premios y títulos
- 1993 - Artista de Honor de Azerbaiyán
- 1998 - Artista del pueblo de la República de Azerbaiyán
- 2002 – Premio “Humay”
- 2010 – Orden Shohrat